# Coleocentrus excitator
Coleocentrus excitator là một loài tò vò trong họ Ichneumonidae.